# Hội nghị cấp cao CLMV
Hội nghị cấp cao CLMV (tiếng Anh: CLMV Summit), hay Hội nghị cấp cao Campuchia - Lào - Myanmar - Việt Nam, là hội nghị giữa các nhà lãnh đạo của bốn nước Campuchia, Lào, Myanmar và Việt Nam để bàn và xúc tiến việc hợp tác kinh tế giữa bốn nước.
Hội nghị lần thứ nhất đã diễn ra vào tháng 11 năm 2004 tại Viêng Chăn (Lào), cùng dịp với Hội nghị cấp cao ASEAN X cũng tại Viêng Chăn. Tại hội nghị đó, các nhà lãnh đạo 4 nước đã thông qua Tuyên bố Viêng Chăn về Hợp tác và Hội nhập Kinh tế giữa các nước CLMV. Tuyên bố đã nêu ra các lĩnh vực hợp tác, đó là: thương mại và đầu tư, nông nghiệp, công nghiệp và năng lượng, giao thông, công nghệ thông tin, du lịch, phát triển nguồn nhân lực và y tế.
Hội nghị lần thứ hai đã diễn ra vào tháng 12 năm 2005 tại Kuala Lumpur (Malaysia), cùng dịp với Hội nghị cấp cao ASEAN XI và Hội nghị Cấp cao Đông Á I. Tại hội nghị này, các nhà lãnh đạo 4 nước đã thảo luận về kế hoạch hành động để thực hiện Tuyên bố Viêng Chăn, bao gồm cả kế hoạch ngắn hạn và trung hạn. Đồng thời các vị này còn quyết định mỗi nước sẽ chủ trì triển khai 2 trong số 7 lĩnh vực mà Tuyên bố Viêng Chăn đã xác định.
Hội nghị lần thứ ba đã diễn ra vào tháng 1 năm 2007 tại Cebu (Philippines), cùng dịp với Hội nghị Cấp cao ASEAN XII. Tại đây, các nhà lãnh đạo đã quyết định điều chỉnh kế hoạch hành động để đẩy nhanh tiến độ hợp tác và làm cho hợp tác sâu rộng hơn.
Hội nghị lần thứ tư đã diễn ra vào tháng 11 năm 2008 tại Hà Nội (Việt Nam) cùng dịp với Hội nghị cấp cao ACMECS III. Tại hội nghị này, các nhà lãnh đạo 4 nước đã thông qua Danh mục Dự án Hợp tác CLMV gồm 58 dự án. Các nhà lãnh đạo cũng quyết định từ đây trở đi, hội nghị cấp cao CLMV sẽ được tổ chức 2 năm một lần lần lượt tại từng nước theo thứ tự trong bảng chữ cái latinh và cùng dịp với Hội nghị cấp cao ACMES.
Hội nghị lần thứ năm dự kiến sẽ được tổ chức tại Campuchia vào năm 2010.